# Sant Antoni de Pàdua de Montellà i Martinet
Sant Antoni de Pàdua de Montellà i Martinet és una església de Montellà i Martinet (Baixa Cerdanya) inclosa a l'Inventari del Patrimoni Arquitectònic de Catalunya.

## Descripció
Petita capella de pedra arrebossada de calç, que té la porta a migdia i a la part superior una finestra de badiu seguint el teulat actual, d'una sola aigua (el teulat original, que era a dues aigües, fou aixecat posteriorment).

## Història
Cap al 1930 va ser utilitzada com a escola, posteriorment com a estable i en l'actualitat resta abandonada.